# Aeropuerto Internacional de Eldoret
El Aeropuerto Internacional de Eldoret (IATA: EDL, OACI: HKEL) es un aeropuerto internacional ubicado en Eldoret, una ciudad en el oeste de Kenia.

## Historia
El aeropuerto fue fundado en 1995. Se encuentra a unos dieciséis kilómetros al sur de Eldoret. 
Actualmente el aeropuerto tiene tres vuelos regulares de carga internacional y varios vuelos chárter de carga.

## Aerolíneas y destinos
| Aerolíneas      | Destinos        |
| --------------- | --------------- |
| Fly540          | Kisumu, Nairobi |
| JetLink Express | Nairobi         |

### Carga
| Aerolíneas        | Destinos |
| ----------------- | -------- |
| Emirates SkyCargo | Dubái    |